# Real Club Náutico de Adra

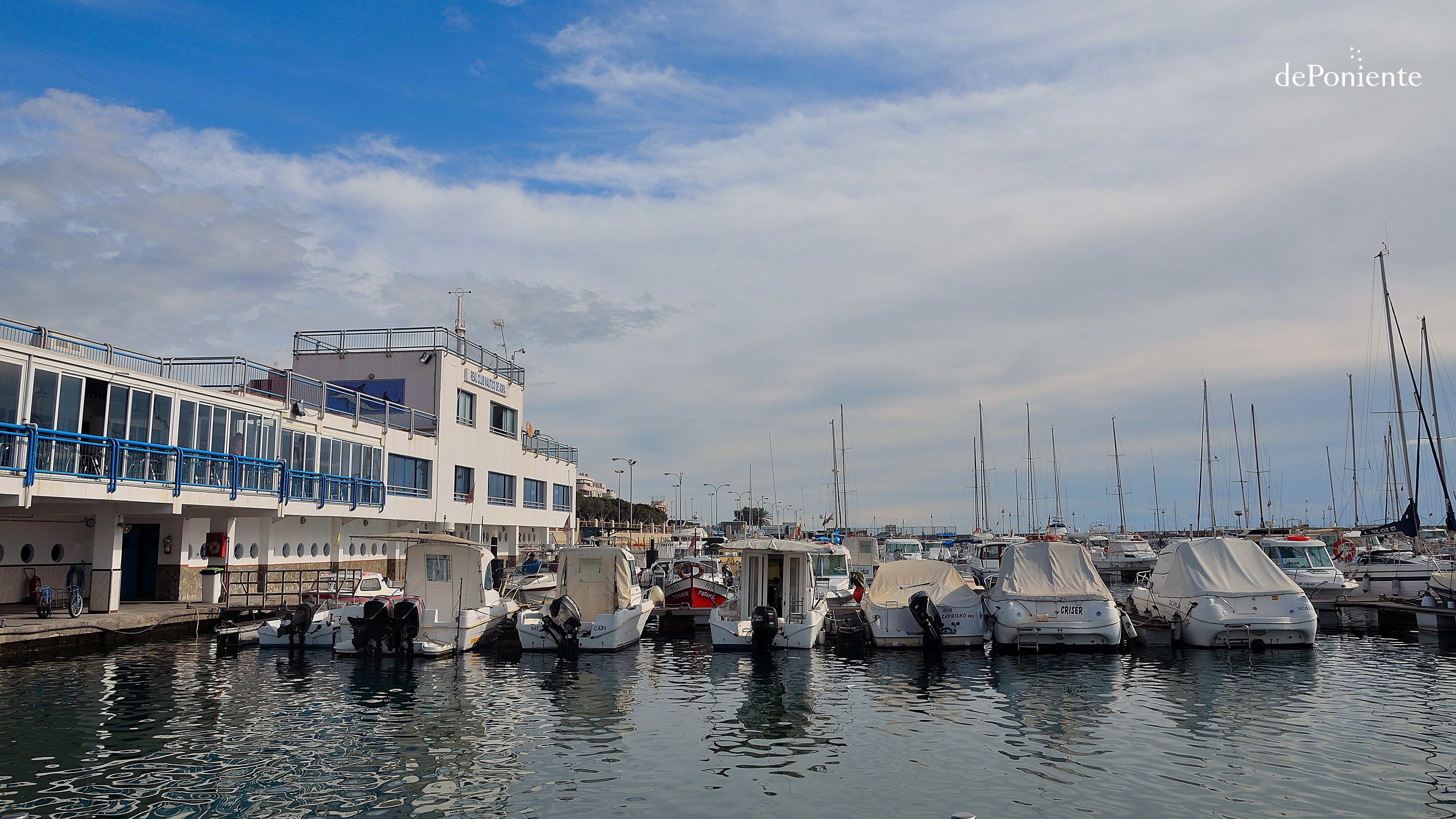
Vista parcial de la sede social del club.

El Real Club Náutico de Adra es un club náutico ubicado en Adra, en la provincia de Almería, España. 
Se encuentra en la zona central del puerto. Su sede social es un edificio de varios pisos o cubiertas que se asemeja a un gran barco de pasajeros anclado en el muelle. El Club ha ido ampliando progresivamente sus instalaciones y su capacidad de amarres y servicios generales. La última obra realizada para extender sus terrenos a Levante del edificio principal ha hecho aumentar sus amarres, con cerca de 200 plazas, de las que 48 son para embarcaciones en tránsito. Cuenta con servicios complementarios de varadero, grúa y mecánica, electricidad, agua potable, repostaje de combustible y recogida de basuras, además de emisora de radio, duchas y aseos.

## Historia
Se funda como Club Náutico de Adra el 19 de julio de 1972 por la iniciativa de un grupo de personas lideradas por su primer presidente, Emilio Robles Muso. El 9 de diciembre de 1992, el rey Juan Carlos I acepta la Presidencia de Honor del club, y el 11 de febrero de 1993 le concede el Título de Real Club Náutico de Adra.

## Regatas
Su flota Snipe, la número 776 de la SCIRA, ha organizado la Copa de España en 2000 y el Campeonato de España en 2015.

## Deportistas
Alberto Parrón y Ángel Parrón ganaron la Copa de España de la clase Snipe en 2013 y el Trofeo Su Majestad el Rey en 2009 y 2013.